# 제2보병사단 공병여단
제2보병사단 공병여단(Engineer Brigade, 2nd Infantry Division), 옛 제2공병단은 2005년까지 존재했던 미국 육군 공병대의 여단이었다. 표어는 "Face Setters"

## 역사
1918년 3월 31일, 제2공병단 (건설)으로서 제47공병정비대대와 함께 앨라배마주 캠프 세리단에서 창설되었다.
1947년 6월 30일에 제1176공병건설단은 제2공병건설단으로 서수가 변경되었고, 이듬해 1948년 9월 24일에 종전에 따른 군축의 영향으로 해산하였다.
1950년 7월 31일에 오키나와를 떠나 8월 3일에 한반도 부산 항구에 상륙하였다. 이후, 크로마이트 작전에 참가에 앞서 추수감사절까지 포항에 머물렀다. 휴전 후에는 주한 미군의 일원으로서 김포시 오소리의 캠프 리치몬드에 본부를 두고, 예하부대는 김포국제공항(K-14) 등에 떨어져 주둔하였다.
1991년 8월에 캠프 호비로 옮겨가서 11월에 제2보병사단의 공병여단이 되었다. 얼마 지나지 않아 캠프 호즈로 다시 옮겨갔다. 이듬해 1992년 2월 16일 여단은 정식부대로서 캠프 케이시의 인디언헤드 필드에서 활동을 시작하였다.
2005년 5월 26일, 모듈형 부대 구조인 여단 전투단 체계 도입으로 사단 지원사령부와 함께 해산하였다.

## 부대

### 제2공병건설단
- 본부 및 본부분견대
- 제2공병대대 (전투); 1950년 ~ 2005년 6월 15일, 해산[1]
- 제43공병대대 (건설); 1950년 ~ 1958년 6월 25일
- 제44공병대대 (전투); 1992년 ~ 2005년, 제2보병사단 2여단전투단으로 전속[2]
- 제76공병대대 (전투)
- 제802공병대대 (중건설)
- 제40공병중대 (지형 지도); 1959년 9월 25일 ~ 1972년 9월 15일, 해산[3]
- 제50공병중대 (강습 부교); ? ~ 1959년 3월 25일, 해산[4]
- 제74공병중대 (중장비)
- 제82공병중대 (전투지원장비); ? ~ 1955년 8월 15일, 해산[5]
- 제3xx공병중대 (급수)
- 제8xx공병파견대 (지도 재생산)
- 제8xx공병파견대 (사진 재생산)

KATUSA
- 제571공병중대 (화물차); 1954년 4월 1일 ~ 1959년 3월 25일[6]

### 사단 공병여단
- 본부 및 본부분견대
- 제2공병대대 (전투); 1950년 ~ 2005년 6월 15일, 해산[1]
- 제44공병대대 (전투); 1992년 ~ 2005년, 제2보병사단 제2여단전투단으로 전속[2]
- 제50공병중대 (강습 부교); 1992년 2월 16일, 재소집 ~ 2005년, 해산[4]
- 한국 근무단(KSC) 대대
  - 제3중대
  - 제7중대

## 지휘관
| 사진 | 성명                                               | 취임   | 이임   | 참고     |
| ---- | -------------------------------------------------- | ------ | ------ | -------- |
|      | 대령 Donald C. Hill 도널드 C. 힐[*]                | 1947년 | 1948년 |          |
|      | 대령 R. Begley R. 베글리[*]                        | 1953년 |        |          |
|      | 대령 Praught 프라우트[*]                           | 1954년 |        |          |
|      | 대령 Liebe 리버[*]                                 | 1956년 | 1957년 |          |
|      | 중령 Butler 버틀러[*]                              | 1957년 | 1958년 |          |
|      | 대령 D'Arezzo 디'아레조[*]                         | 1959년 | 1960년 |          |
|      | 대령 Simpson 심프슨[*]                             | 1960년 | 1961년 |          |
|      | 대령 William W. Smith, Jr. 윌리엄 W. 스미스. Jr[*] | 1961년 | 1962년 | [ fn 1 ] |
|      | 대령 William H. Minnahan 윌리엄 H. 민나한[*]       | 1963년 | 1964년 |          |
|      | 대령 Arno P. Herzer 아르너 P 헤르저[*]             | 1965년 |        | [ fn 2 ] |
|      | 대령 White 화이트[*]                               | 1966년 | 1967년 |          |
|      | 대령 James Hyman 제임스 하이먼[*]                  | 1967년 | 1968년 |          |
|      | 대령 Richard F. McAdoo 리처드 F. 맥아두[*]         | 1968년 | 1969년 | [ fn 3 ] |
|      | 대령 Max W. Noah 맥스 W. 노아[*]                   | 1973년 | 1974년 |          |

## 기록

### 소속
- 제8군; 1950년 ~ 1962년
- 제8군 지원사령부; 1962년 ~ 1970년
- 한국지원사령부; 1970년 ~ 1973년
- 제8군; 1973년 ~ 1991년
- 제2보병사단; 1991년 ~ 2005년

### 계보
- 1918년 3월 31일, 2nd Engineer Group (Construciton)
→제2공병단 (건설)
- 1918년 9월 7일, 47th Regiment Transportation Corps
→수송대 제47연대
- 1918년 11월 12일, 47th Engineer Battalion (Separate)
→제47공병대대 (별동)
- 1933년 10월 1일, 47th Engineer Regiment (General Service)
→제47공병연대 (종합근무)
- 1944년 4월, 1176th Engineer Construction Group
→제1176공병건설단
- 1947년 6월 30일, 2nd Engineer Construction Group
→제2공병건설단
- 1992년 2월 16일, Engineer Brigade, 2nd Infantry Division
→제2보병사단 공병여단

### 스트리머
| 스트리머 | 내역              |                       |
| -------- | ----------------- | --------------------- |
|          | 육군 공로부대표창 | 한국, 1950년 ~ 1953년 |

## 참고

### 인용
1. 1 2  “2d Engineer Battalion” (영어). 미국 육군 역사관. 2017년 2월 3일에 원본 문서에서 보존된 문서. 2017년 1월 20일에 확인함.
2. 1 2  “44th Engineer Battalion” (영어). 미국 육군 역사관. 2017년 1월 30일에 원본 문서에서 보존된 문서. 2017년 1월 20일에 확인함.
3. ↑  “40th Engineer Company” (영어). 미국 육군 역사관. 2017년 1월 30일에 원본 문서에서 보존된 문서. 2017년 1월 20일에 확인함.
4. 1 2  “50th Engineer Company” (영어). 미국 육군 역사관. 2017년 1월 30일에 원본 문서에서 보존된 문서. 2017년 1월 20일에 확인함.
5. ↑  “82d Engineer Company” (영어). 미국 육군 역사관. 2017년 1월 30일에 원본 문서에서 보존된 문서. 2017년 1월 20일에 확인함.
6. ↑  “571st Engineer Company” (영어). 미국 육군 역사관. 2017년 1월 30일에 원본 문서에서 보존된 문서. 2017년 1월 20일에 확인함.

### 자료
- James Roberts. “Hq & Hq Co 2nd Engineer Group (Construction)” (영어). 2016년 10월 12일에 원본 문서에서 보존된 문서. 2017년 1월 20일에 확인함.
- “Engineer Brigade, 2nd Infantry Division”. 《globalsecurity.org》 (영어). 2017년 1월 20일에 확인함.